# Moshe Safdie
Moshe Safdie (Haifa, 14 de julio de 1938) es un arquitecto israelí-canadiense conocido, principalmente, por los proyectos Habitat 67 en Montreal y Marina Bay Sands en Singapur.

## Biografía

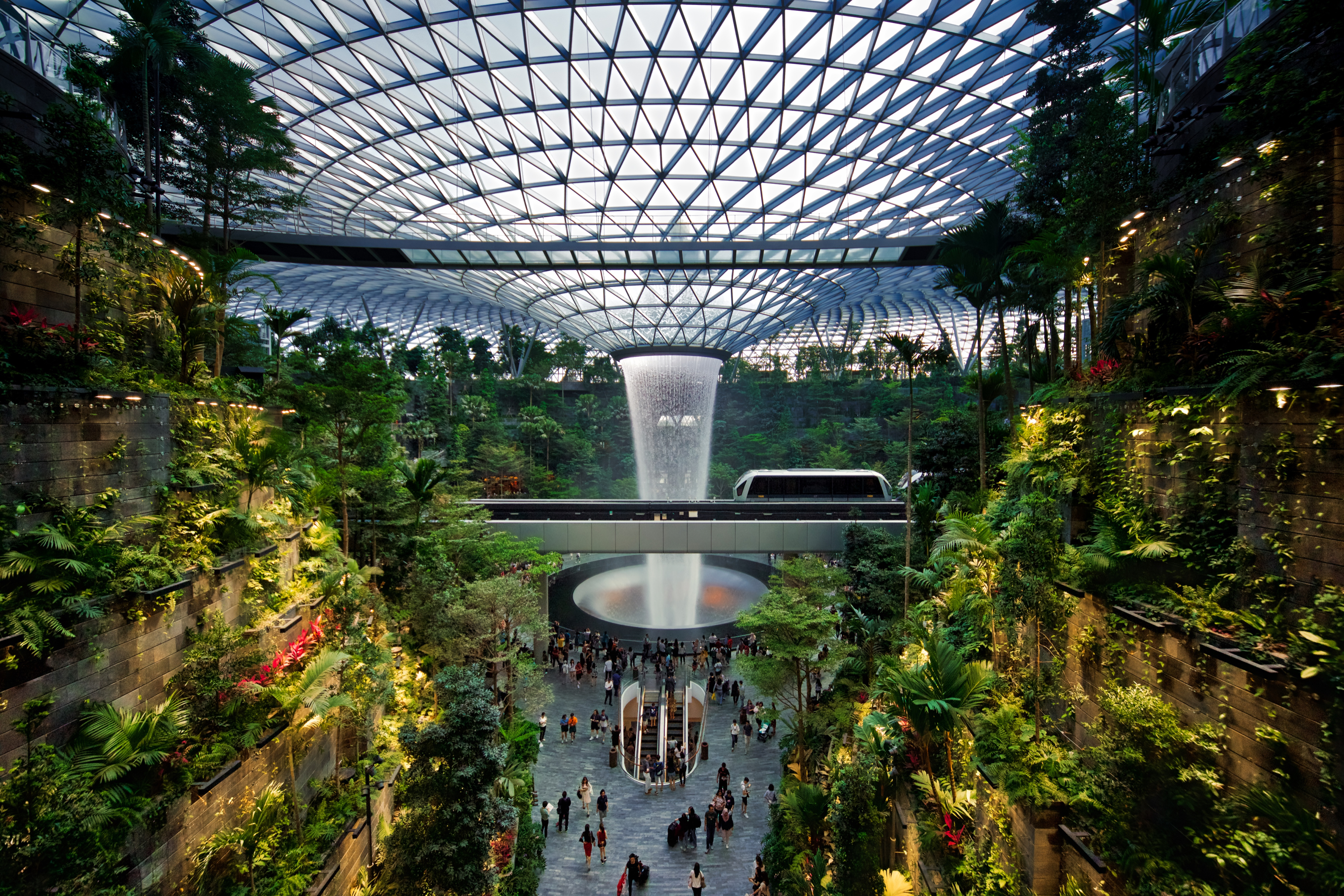
Jewel Singapur Vortex.

Nacido en Haifa, en el seno de una familia judía siria originaria de Alepo, sus padres se trasladaron a Canadá en 1953, cuando contaba con quince años. Realizó sus estudios de arquitectura en la Universidad McGuill de Montreal en Canadá. En su último año, realizó su tesis titulada A Case for City Living (Un caso para la vida urbana) y descrita como «un sistema de edificios modular tridimensional». Se graduó en 1961. Dos años después, a la edad de 23 años, cuando se encontraba en Estados Unidos como discípulo de Louis Kahn en Filadelfia, fue invitado por su consejero de tesis, Sandy van Ginkel, a desarrollar su proyecto de tesis para la Feria Mundial de 1967 que se realizaría en Montreal. 
Regresó a esta ciudad para participar en el planeamiento de la Expo de 1967, y el complejo modular construido quedó con el nombre de Habitat 67. En 1964 fundó su estudio en Canadá y en 1970 abrió oficina en Jerusalén.
Entre otros proyectos públicos llevados a cabo en Israel, Canadá y Estados Unidos, diseñó la nueva terminal del Aeropuerto Internacional Ben Gurión, el Museo del Holocausto Yad Vashem, la renovación del barrio Mamilla en Jerusalén y el Marina Bay Sands de Singapur.
En 2018, presentó su segundo diseño en Sudamérica. El primero fue el Centro Hospitalario Serena del Mar en Cartagena de Indias, Colombia (2011), un edificio de 24 pisos en Quito, Ecuador, denominado Qorner, promovido por Uribe Schwarzkopf. Safdie, durante el evento de apertura de la sala de ventas del proyecto, declaró: «el problema de muchas ciudades, conforme se densifican, es que todavía se siguen los planes antiguos, en cuanto a las regulaciones de la ciudad», en relación con la visión que el proyecto plantea para la ciudad. El promotor Tommy Schwarzkopf, ante cuestionamientos planteados por la contratación de un arquitecto extranjero, acotó: «siempre tenemos que aprender, y aprender de lo mejor». El diseño de la firma de Safdie fue uno de los diseños que permitió que la promotora Uribe Schwarzkopf recibiera el premio ambiental Energy Globe Award.

## Obras escogidas

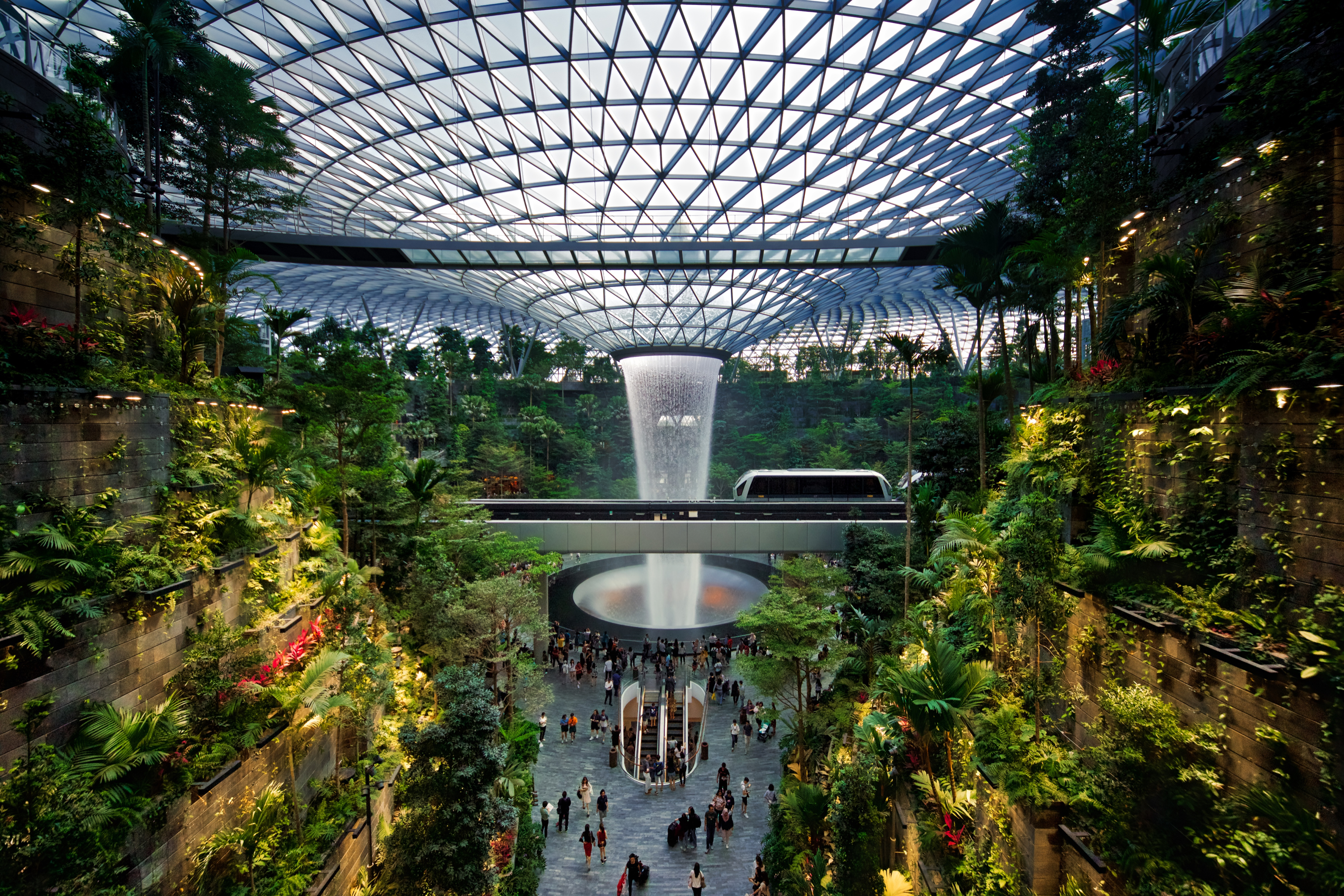
Jewel Changi Airport, Singapur, 2019

- 1967: Habitat 67 en la Exposición Universal de Montreal, Montreal
- 1987: Musée de la Civilisation, Quebec City
- 1988: Galería Nacional de Canadá, Ottawa
- 1989: New City of Modi'in
- 1989: Esplanade Condominiums, Cambridge
- 1991: Montreal Museum of Fine Arts, Montreal
- 1992: The Class of 1959 Chapel, Harvard Business School, Boston
- 1994: John G. Diefenbaker Building, Ottawa
- 1994: Rosovsky Hall, Harvard University, Cambridge
- 1995: Yad Vashem Children's and Deportees Memorials, Jerusalén
- 1995: Vancouver Library Square, Vancouver
- 1998: David Citadel Hotel and David's Village, Jerusalén
- 1998: Colegio de la Unión Hebrea - Instituto Judío de Religión, Jerusalén
- 1999: Yitzhak Rabin Center for Israel Studies and Rabin Tomb, Tel Aviv
- 2000: Exploration Place Science Museum, Wichita
- 2003: Peabody Essex Museum, Salem
- 2003: Salt Lake City Public Library, Salt Lake City
- 2003: Cairnhill Road Condominiums, Singapur
- 2003: Eleanor Roosevelt College, University of California, San Diego
- 2004: Airside Building of Terminal 3, Ben Gurion International Airport, Tel Aviv
- 2005: Yad Vashem Holocaust History Museum, Jerusalén
- 2006: Jepson Center for the Arts at Telfair Museum of Art, Savannah
- 2007: Terminal 1, Toronto Pearson International Airport, Toronto
- 2008: United States Federal Courthouse, District of Massachusetts, Springfield
- 2008: Bureau of Alcohol, Tobacco, Firearms, and Explosives (ATF) Headquarters, Washington, D.C
- 2009: Mamilla Center, Jerusalén
- 2009: Mamilla Hotel, Jerusalén
- 2010: Marina Bay Sands Integrated Resort, Singapur
- 2010: ArtScience Museum, Marina Bay Sands, Singapur
- 2011: Sede del Instituto de la Paz de los Estados Unidos, Washington, D.C
- 2011: Kauffman Center for the Performing Arts, Kansas City
- 2011: Crystal Bridges Museum of American Art, Bentonville
- 2011: Khalsa Heritage Memorial Complex (Virasat-e-Khalsa), Anandpur Sahib
- 2013: Skirball Cultural Center, Los Ángeles
- 2012: Sky Habitat, Singapur
- 2017: Eling Residences, Chongqing
- 2017: Habitat Qinhuangdao, Qinhuangdao
- 2019: National Campus for the Archaeology of Israel, Jerusalén
- 2019: Monde Residential Development, Toronto
- 2019: Jewel Changi Airport, Singapur
- 2020: Raffles City Chongqing, Chongqing
- 2021: Serena del Mar, Cartagena
- 2021: Altair, Colombo, Sri Lanka

## Premios y distinciones
- Medalla de Oro del Instituto de Arquitectos Americanos (2015)
- Premio de la Fundación Wolf de las Artes[9] (2019)